# 奥巴马总统任期
奥巴马总统任期，亦为奥巴马政府，贝拉克·奥巴马担任美国第44任总统的任期始于2009年1月20日的首次就职典礼，并于2017年1月20日结束。来自伊利诺伊州的民主党人奥巴马在2008年美国总统选举中战胜共和党候选人约翰·麦凯恩后上任。四年后，在2012年美国总统选举中，他击败了共和党候选人米特·罗姆尼赢得连任。奥巴马是第一位有非裔血统的总统和第一位非白人总统，也是第一位在夏威夷出生的总统。奥巴马的继任者是共和党人唐纳德·特朗普，他赢得了2016年美国总统选举。历史学家和政治学家将他列为美国总统历史排名的上层。

## 2008年选举

2008年选举投票结果

2007年2月10日，巴拉克·奥巴马宣布在2008年总统选举中竞选民主党提名。奥巴马在民主党初选中面对参议员兼前第一夫人希拉里·克林顿。其他几位候选人，包括特拉华州参议员乔·拜登和北卡罗来纳州前参议员约翰·爱德华兹，也竞选提名，但这些候选人在最初的初选后退出了。6月，在最终初选当天，奥巴马赢得了大多数代表，赢得了提名。奥巴马选择拜登作为他的竞选伙伴，他们在2008年民主党全国代表大会上被正式提名为民主党候选人。
共和党总统小布什的任期届满，共和党人提名亚利桑那州参议员约翰·麦凯恩为总统，阿拉斯加州州长莎拉·佩林为副总统。奥巴马以538张选举人票中的365张和52.9%的普通选票赢得了总统选举。在同时举行的国会选举中，民主党在众议院和参议院都增加了多数席位，众议院议长南希·佩洛西和参议院多数党领袖哈里·里德都留在了他们的岗位上。